# Marsejeza
La Marseillaise (IPA: [la maʁsɛjɛz], v slovenščini Marsejeza ali tudi Marseljeza, je državna himna Francije.